# Зеебенштайн (замок)
Зеебенштайн (нем. Burg Seebenstein) — средневековый замок, расположенный центре долины Питтен, в одноимённой коммуне, в округе Нойнкирхен, в федеральной земле Нижняя Австрия. Является охраняемым объектом культурного наследия Австрии (номер 33618). По своему типу относится к замкам на вершине.

## История

### Ранний период

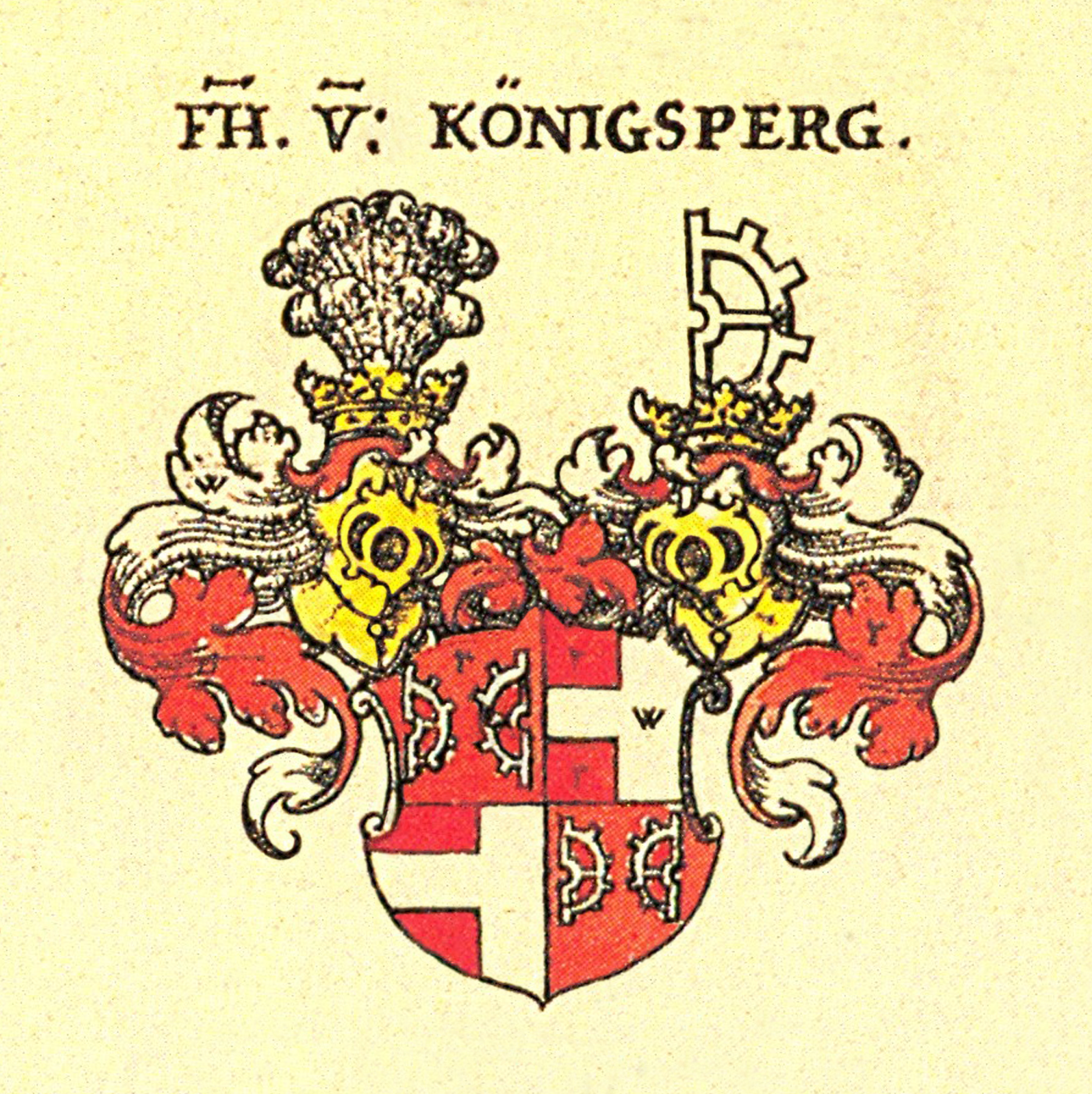
Родовой герб семьи Кёнигсберг (дворянский род)

Замок был основан около 1045 года Готфридом фон Вельс-Ламбахом из влиятельного графского рода Вельс-Ламбах. Через четыре года Зеебенштайн перешёл во владение семьи фон Формбах. Однако в XII веке род Формбах пресёкся. В результате замок стал собственностью семьи фон Вильденштайн. В 1170 году впервые владельцы комплекса упоминаются под именем фон Зеебенштайн.
Крепость позволяла контролировать важный торговый маршрут, проходивший через долину Питтен (первую дорогу здесь построили ещё римские легионеры). Кроме того, в XII веке Зеебенштайн служил защитой на пути вторжений венгерской конницы в земли Штирии.
В последующие столетия замок несколько раз менял собственников. Среди самых известных — род фон Лихтенштайн (XIV век). В 1379 году герцог Леопольд III Габсбургский перенял имение у своего брата Альбрехта III и продал его Гансу Ауэру фон Херренкирхену.
Позднее замок перешёл к семье фон Зеебекер (1403–1432 годы). С 1432 года комплекс стал владением семьи фон Кёнигсберг. Члены этого влиятельного рода занимали высокие посты во владениях епископов Зальцбурга и Гурка. 
В 1488 году во время очередной войны Габсбургов с королём Венгрии Матьяшом I Корвином замок был осаждён венгерской армией. Однако гарнизон благополучно выстоял. Осада была снята. 

### ЭпохаРенессанса
Представители рода фон Кёнигсберг затеяли масштабную реконструкцию Зеебенштайна. В ходе строительных работ суровую средневековую крепость перестроили в крупный дворцово-замковый комплекс. При этом внешние укрепления не снесли, а модернизировали. Появились современные (для той эпохи) фортификационные сооружения. 
Вклад семьи фон Кёнигсберг в создание сильной крепости прошёл испытание в конце XVII века. В 1683 году замок был осаждён армией Османской империи во время очередной австро-турецкой войны. Укрепления оказались не по зубам чужеземному войску. Турки не смогли захватить Зеебенштайн и отступили.
В XVII веке замок перешёл к семье Перген. Представители этого рода решили перенести жилую резиденцию с вершины высокого холма в долину. Там можно было обустроиться с гораздо большим комфортом, чем в средневековой крепости. После возведения нового дворцового комплекса прежний замок стал приходить в упадок. Без ремонта и должного присмотра стены и башни стали постепенно ветшать. Постепенно массивные каменные сооружения разрушались.

### XVIII-XX века

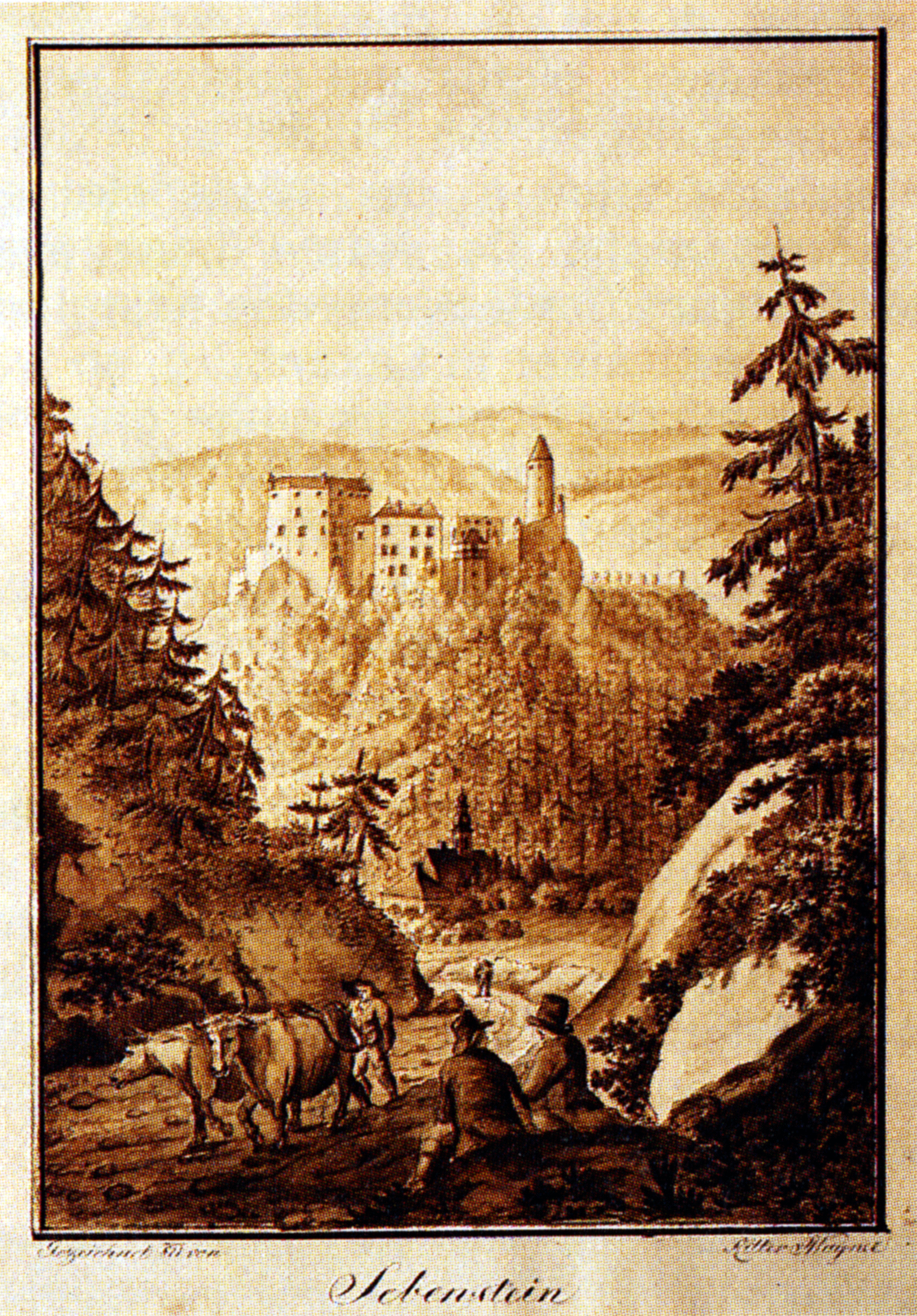
Замок на рисунке 1811 года

В 1790 году замок арендовал известный учёный и предприниматель Антон Давид Штайгер. Он основал ассоциацию «Рыцарское общество Вильденштайн на голубой земле». Данный союз был распущен в 1824 году. Вскоре после этого замок выкупили представители рода фон Лихтенштай. Князь Иоганн I фон Лихтенштейн часто бывал здесь. Он полюбил Зеебенштайн. Для более живописных видов по его приказу неподалеку в южном направлении возвели искусственные руины крепости Тюркенштурц.
Представители Дома Лихтенштайн владели замком до аннексии Австрии и начала Второй мировой войны. Однако к началу XX века Зеебнештайн пребывал в запустении и постепенно разрушался. 
В 1942 году в период власти нацистов замок стал собственностью семьи фон Нехаммер. Лилли Нехаммер-Принц выкупила руины. Она выделила средства на частичное восстановление комплекса. В первую очередь были отремонтированы и отреставрированы здания бывших жилых резиденций. Их стали использовать для размещения коллекции средневекового искусства. 
Во время боевых действий комплекс не пострадал.
В настоящее замок остаётся в частной собственности. Он принадлежит Кристине Вопара, внучатой племяннице Лилли Нехаммер-Принц.

## Описание
Зеебенштайн находится на вершине высокого холма. Комплекс состоит из двух частей: Старый замок (с круглой башней и разрушенной жилой резиденцией XIII-XIV веков) и Новый замок (строился c XV по XVII века в более высокой части холма). В эпоху ренессанса Старый замок стал играть роль форбурга. Единственный вход в сооружение был возможен только с южной стороны. Попасть внутрь в прежние времена мо;но было лишь по разводному мосту через двое ворот. В одном из углов Нового замка находится капелла.

### Главная башня (бергфрид)

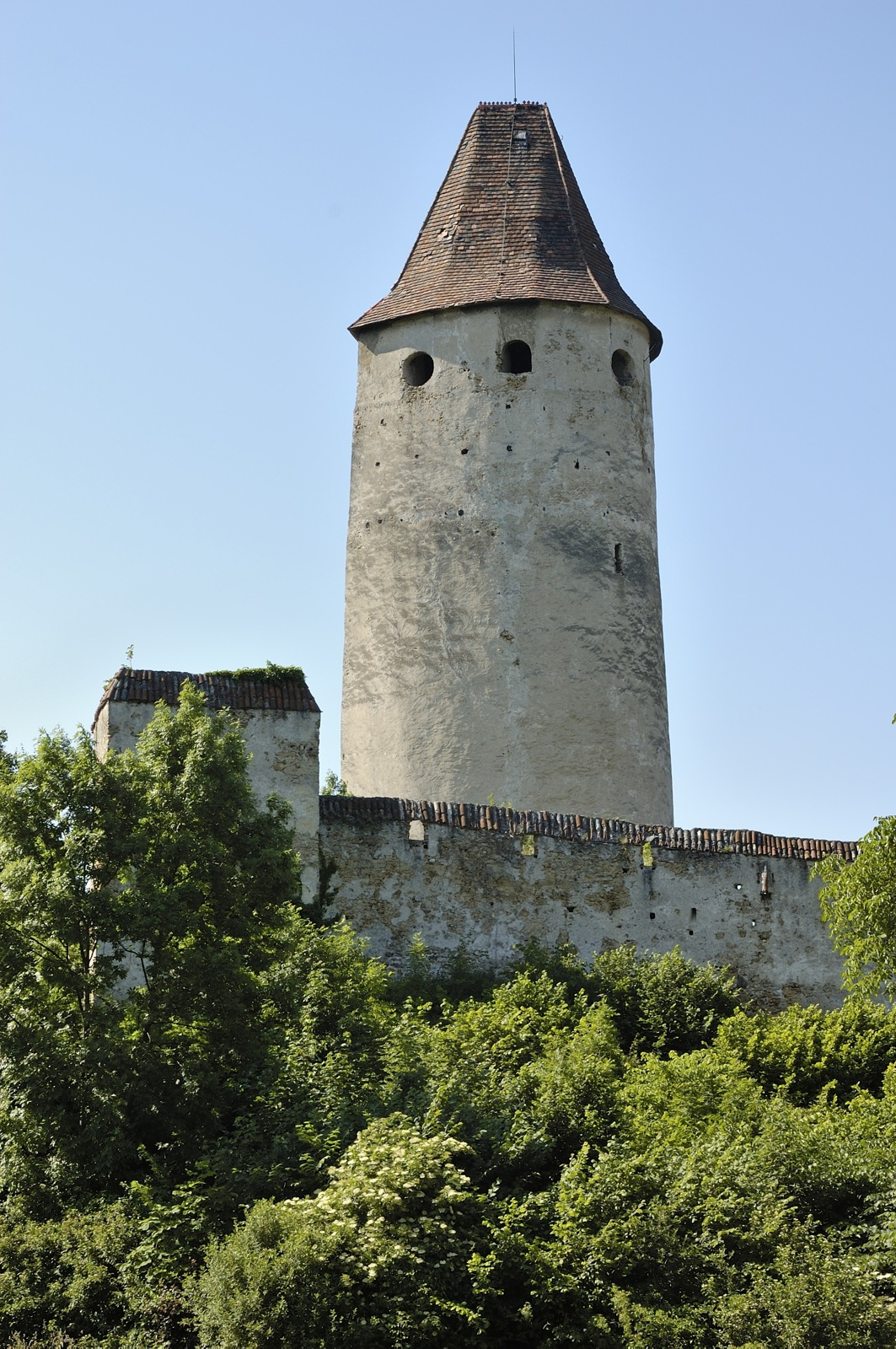
Бергфрид замка

Главная башня (как и большинство сооружений) построена из бутового камня. Она имеет высоту около 23 метров и разделена деревянными перекрытиями на семь этажей. В прежние времена попасть в башню можно было только через высокий вход над нынешним круглым арочным порталом. Однако в XVII веке он был замурован.

### Жилая резиденция (цвингер)
Здания жилых резиденций появились в XVI веке. В последующем их многократно перестраивали и реконструировали. В 1734 году второй этаж северо-западного крыла был переоборудован в бальный зал в стиле барокко. В XIX веке он служил рыцарским залом для членов ассоциации «Рыцарское общество Вильденштайн на голубой земле».  

## Современное использование
В настоящее время замковый комплекс является одной из главных достопримечательностей региона. Доступ публики возможен в течение всего года. В Новом замке располагается внушительная коллекция старинного оружия и предметов средневекового искусства. В том числе, там можно увидеть статую Девы Марии работы знаменитого скульптора Файта Штоса. До 2004 года здесь находилась композиция «Мадонна» скульптора Тильмана Рименшнайдера.
Зеебенштайн окружён густым лесом. Замок является центром крупного природного парка.

## В массовой культуре
- В 2012 году в замке проходили съемки фильма-сказки «Красавица и чудовище[нем.]». В главных ролях снимались Макс Симонишек[нем.], Корнелией Грёшель[нем.] и Юрген Таррах[нем.].

## Галерея

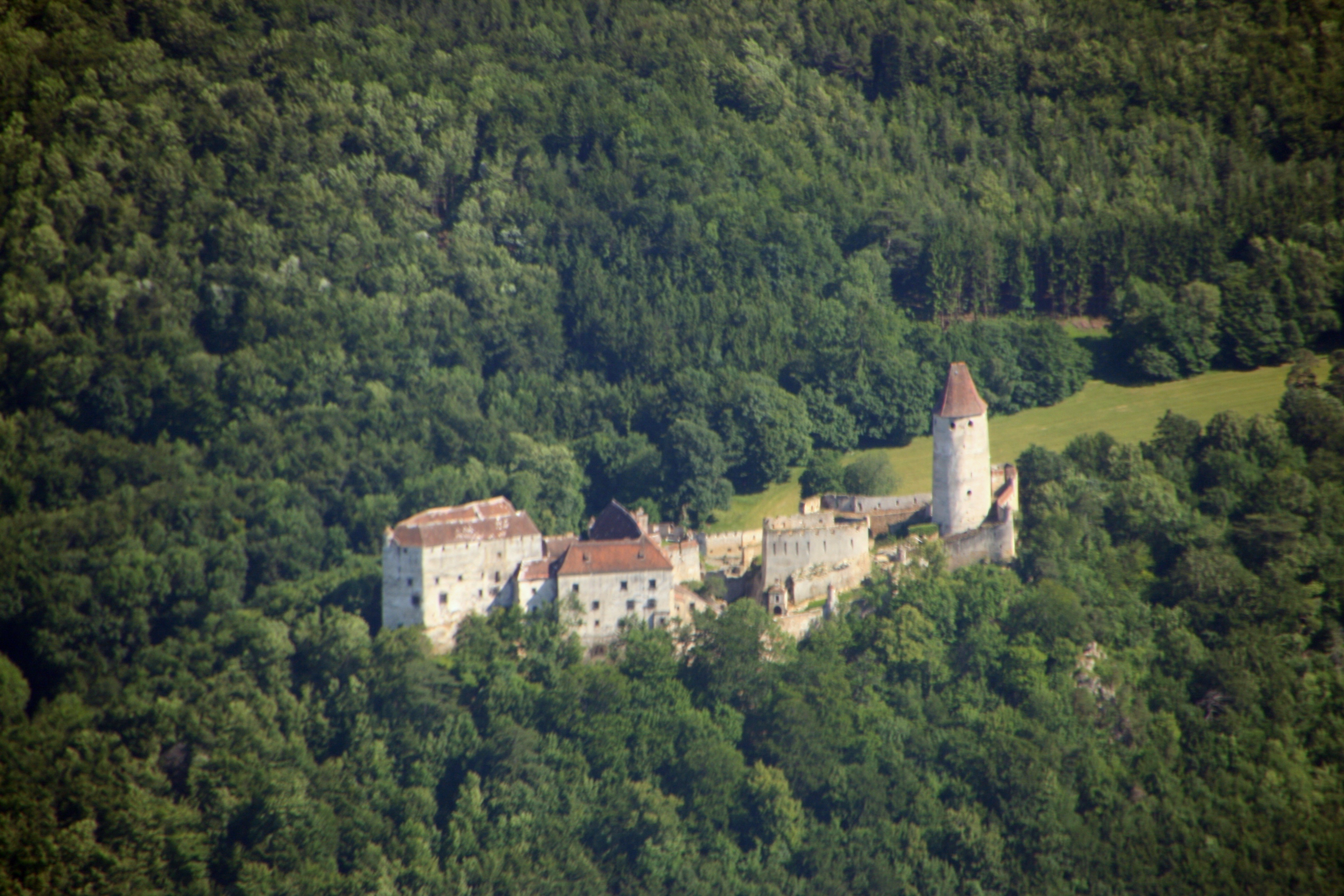
Замок с высоты птичьего полёта
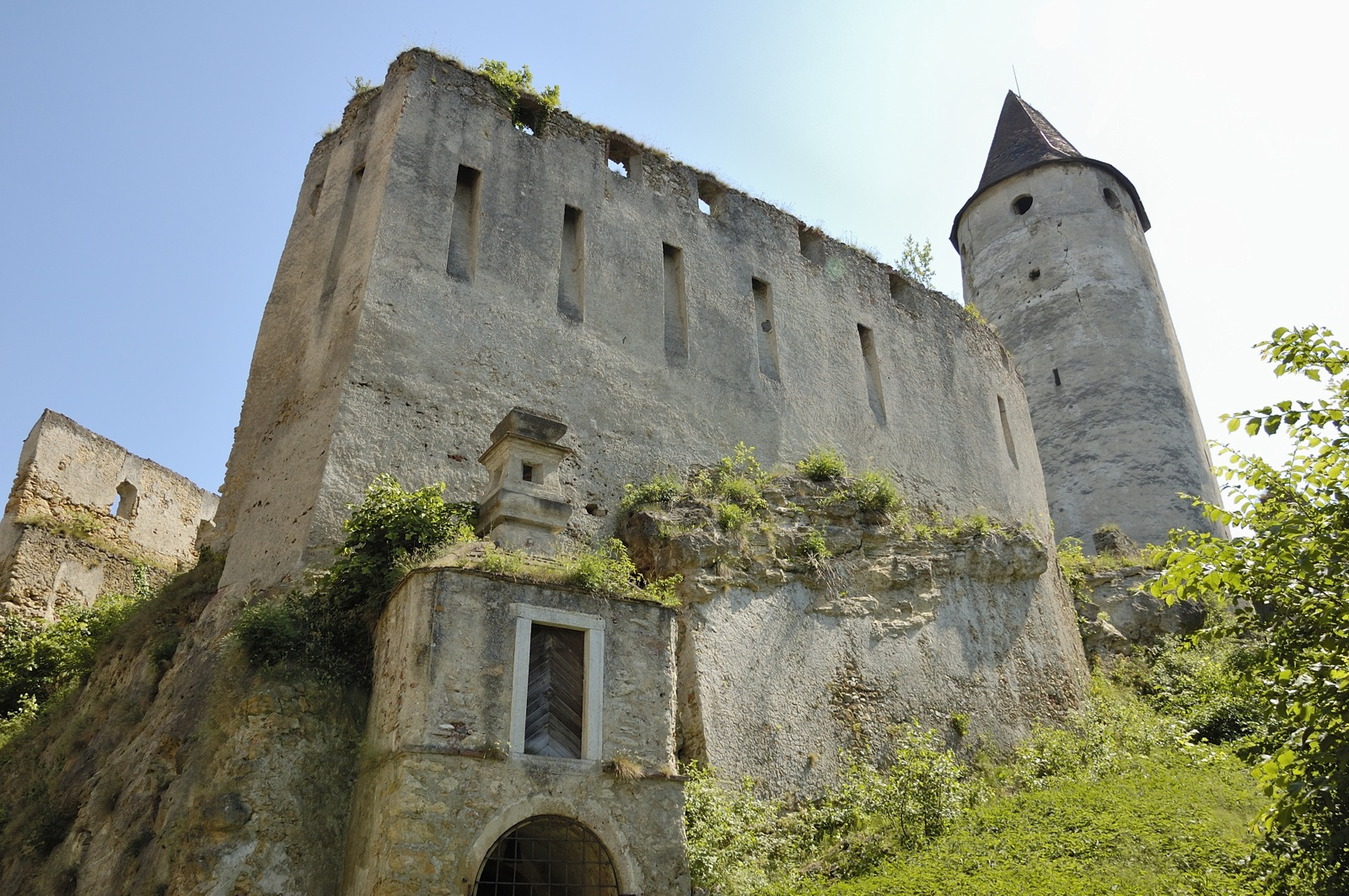
Вид замка в юго-восточной части
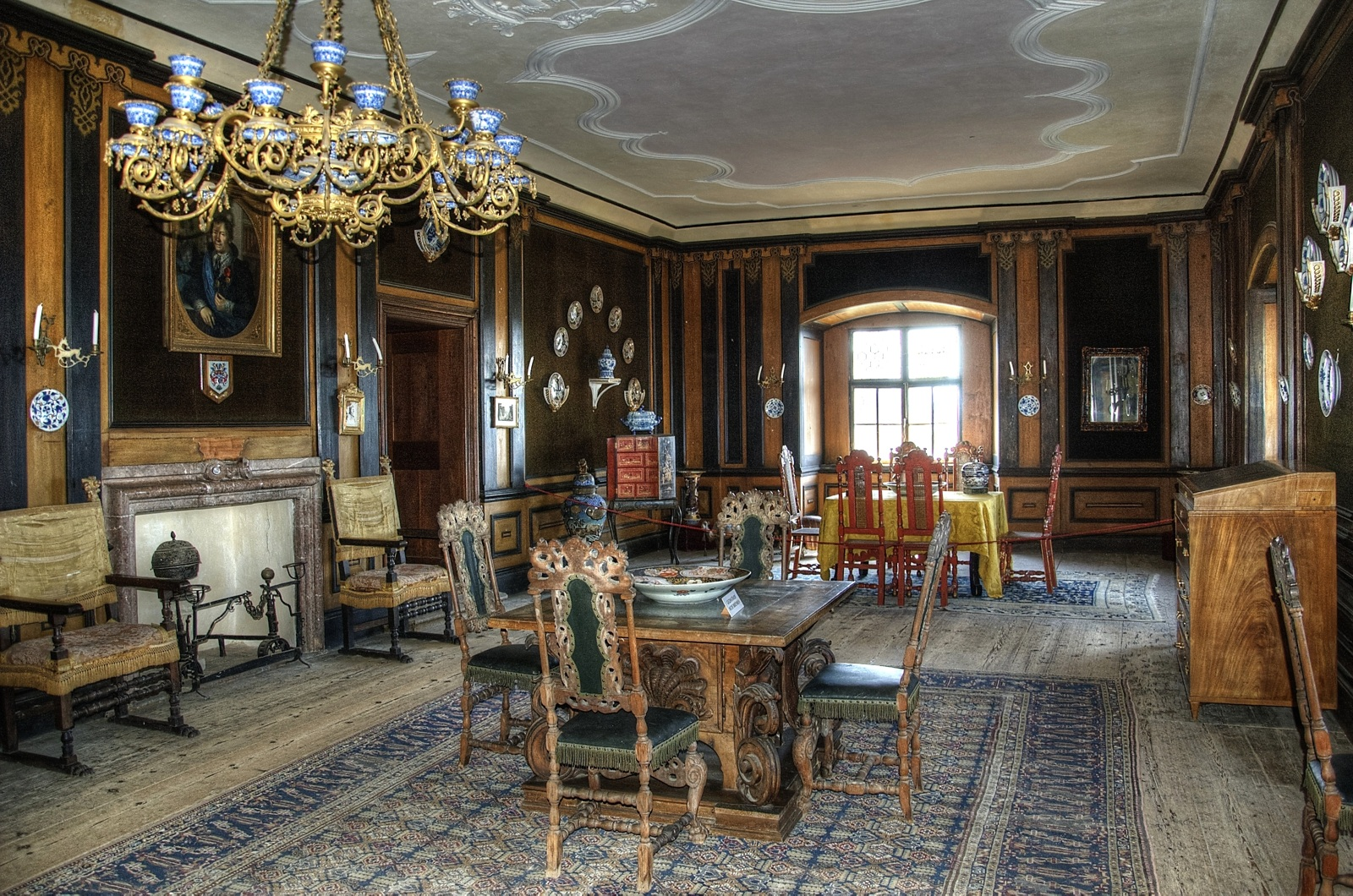
Один из залов внутри замка
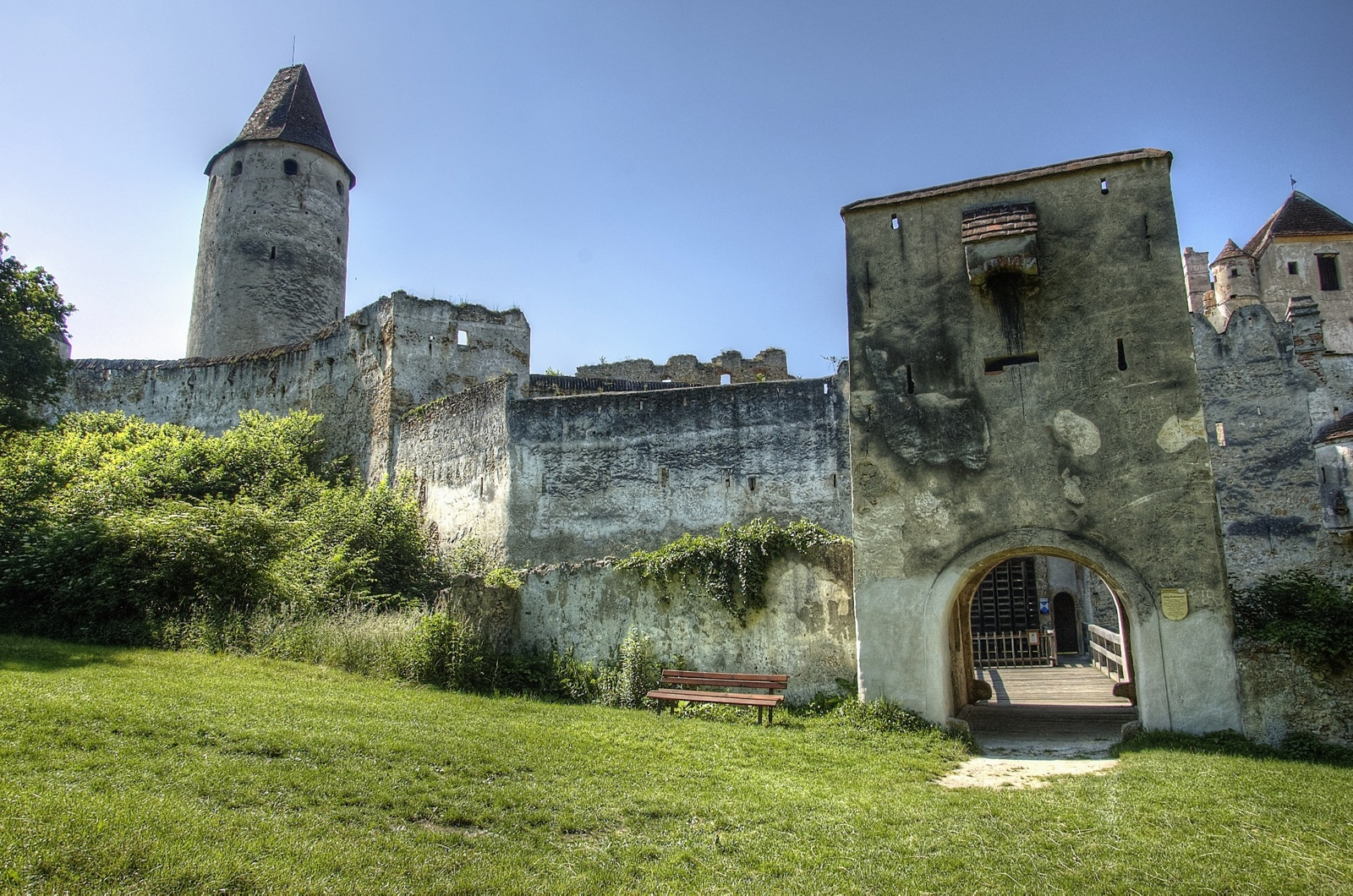
Первые (внешние) ворота
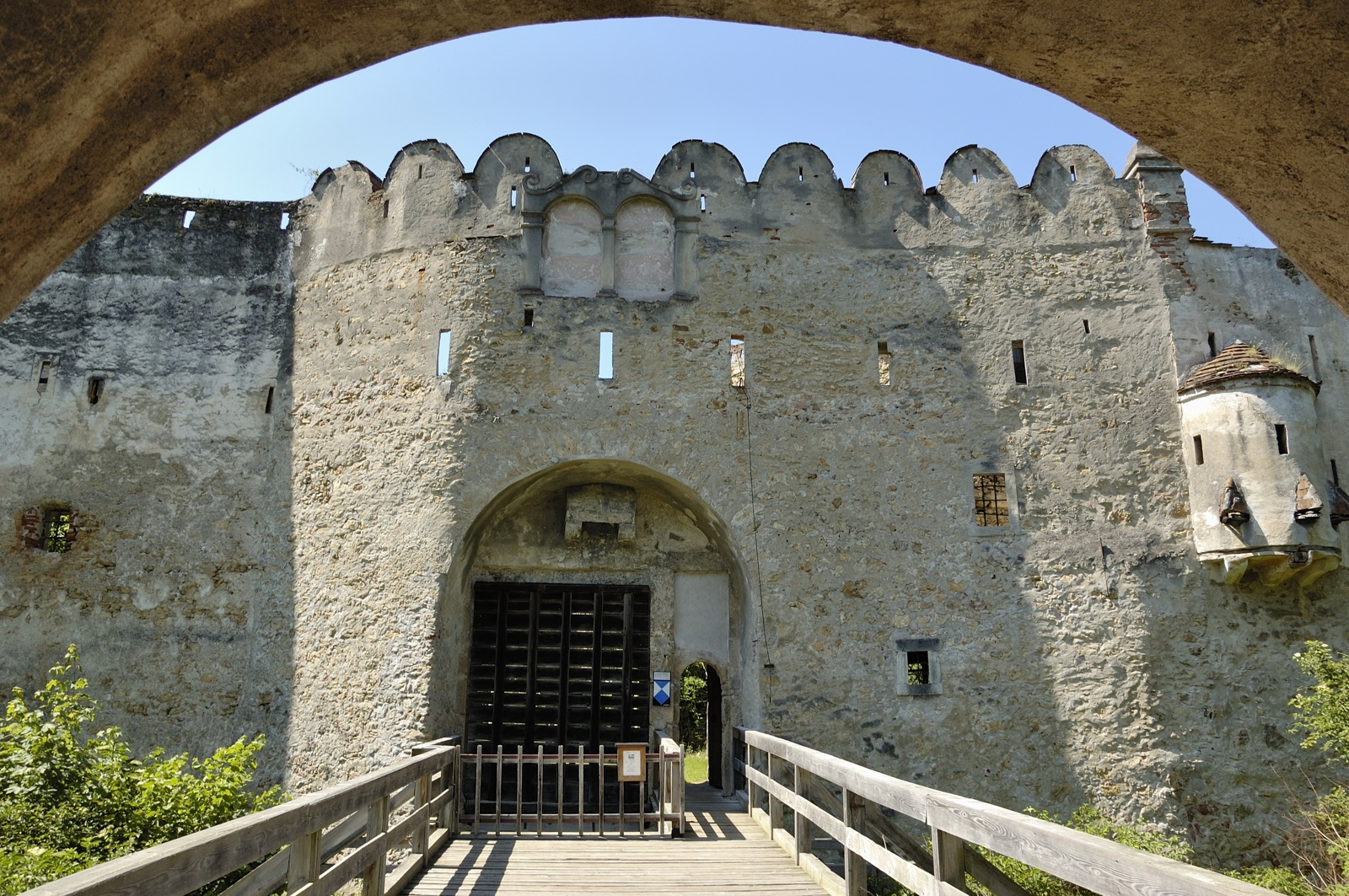
Ворота, ведущие внутрь замка